# Zaï

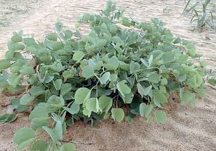
Egy zaï-gödörben növő növény.

A zaï egy mezőgazdasági technológia, amelyet elsivatagosodott területeken alkalmaznak, elsősorban a Száhel-övezetben: Burkina Fasóban, Nigerben, Maliban, de más afrikai országokban is, mint például Kenya vagy Ghána. A technológia lényege, hogy a rossz minőségű, csapadékszegény térségben a homokba gödröket ásnak, azokba szerves anyagokban gazdag anyagot tesznek (trágyát, komposztot, jó minőségű földet), és a növényeket ebbe a gödörbe ültetik. A gödör a fiatal növényeknek árnyékot ad és összegyűjti a vizet az esős időszakokban, a szerves feltöltés pedig megtartja a vizet és ásványi anyagokkal látja el a veteményt.

## Az elkészítés folyamata

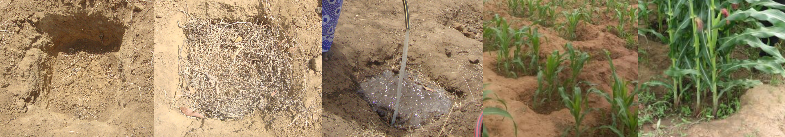
Egy zaï-gödör létrehozása:
Kiássák a megfelelő méretű gödröt, amibe aztán komposztot és trágyával kevert földet töltenek, a magok beültetése után a gödröt vízzel töltik fel. Egy gödörben akár több növény is nőhet.

- Elsőként kiássák a gödröket, amelyek szélessége, hosszúsága és mélysége a telepíteni kívánt növények méretétől függően 30 és 60 cm között váltakozik.
- A gödröt félig feltöltik komposzttal, ennek feladata a növények tápanyagokkal való ellátása és a víz megtartása a lehető legtovább. Elsősorban a könnyen bomló lágy növényi részekre van szükség.
- A komposztra a kiásott talaj és szerves trágya keveréke kerül. A talaj termékenységi szintjétől függően változik ezek aránya, általában a trágya és a föld aránya 1:3. Az így visszatöltött gödör nem éri el a talajszintet, 20-25 cm-rel az alatt marad, ennek lényege, hogy ebben a gödörben az esős időszak csapadéktöbblete meg tud állni.
- Ha az ültetést a száraz évszakban végzik, akkor ültetés előtt vagy után a gödröket feltöltik öntözővízzel.

## Előnyei
- Az így kialakított gödrök megtartják a nedvességet, a bemosódó szerves anyagok pont a gyökérzónában koncentrálódnak, de mélyebbre is mehetnek, optimális esetben a gyökerekkel együtt haladnak lefelé a talajban. A gödrök vízgyűjtőként működnek, de a víz a lehulló növényi részeket is a szár tövéhez hordja.
- A gödrök sajátos mikroklímát adnak, a száraz trópusi éghajlaton a bomlás gyorsabban zajlik le, és a gödrök tovább maradnak termékenyek. Evvel szemben a gödrön kívüli közegben a gyomnövények és kártevő gombák ki vannak téve a szárazságnak és a nap égető hatásának, evvel a termesztett növények jelentős előnyre tesznek szert.
- A zaï hatékony módszer az elsivatagosodás megállítására.

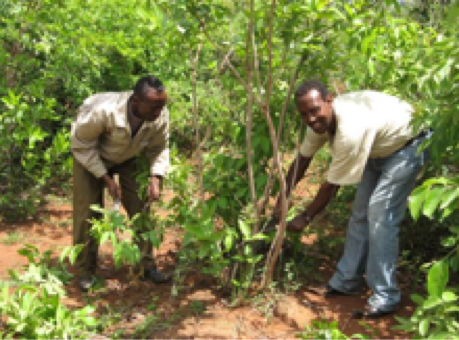
Küzdelem az elsivatagosodás ellen:
zaï-gödrökben nevelt őshonos fák.

Bizonyos területeken nem csak haszonnövényeket termesztenek, hanem a szerves anyagokkal a gödrökbe kerülő, magokból kinövő vad fákat is megtartják. Ez főleg azóta jellemző, hogy a fák metszése és kivágása már nincs megtiltva a tulajdonosoknak. A felcseperedő fák tovább javítják a mikroklímát és a zöldségtermesztést is segítik: gyökerük fellazítja a talajt és megtartja vizet, a korona árnyékol és megóv a széltől. A fák megtartását „megsegített természetes regenerációnak” nevezik, franciául: régénération naturelle assistée, rövidítve: RNA.